# Liceul Teoretic „Apáczai Csere János” din Cluj-Napoca

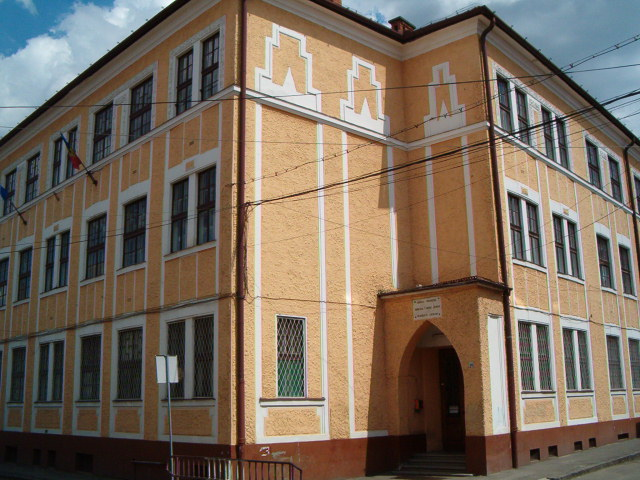
Liceul Teoretic "Apáczai Csere János"

Liceul Teoretic „Apáczai Csere János” este situat pe str. I.C. Brătianu nr. 26 din Cluj-Napoca. Și-a început activitatea la 8 ianuarie 1927 ca Gimnaziu reformat de fete. Poartă numele savantului János Apáczai Csere.